# ميشيل دي جروت
ميشيل دي جروت هو لاعب كرة قدم بلجيكي في مركز الدفاع، ولد في 18 أكتوبر 1955 في هيرستال في بلجيكا. شارك مع منتخب بلجيكا لكرة القدم. أما مع النوادي، فقد لعب مع رويال أندرلخت ونادي غينت ونادي لييج.

## وصلات خارجية
- ميشيل دي جروت على موقع الاتحاد الأوربي (الإنجليزية)
- ميشيل دي جروت على موقع الاتحاد البلجيكي (الإنجليزية)
- ميشيل دي جروت على موقع قاعدة بيانات كرة القدم.إي يو (الإنجليزية)
- ميشيل دي جروت على موقع ناشيونال فوتبول تيمز (الإنجليزية)
- ميشيل دي جروت على موقع عالم كرة القدم.نت (الإنجليزية)